# Michael Moriarty
Michael Moriarty (Detroit, 5 april 1941) is een in de Verenigde Staten geboren acteur van Ierse afkomst die halverwege de jaren 90 de Canadese nationaliteit aannam. Hij won in 1974 een Tony Award voor zijn hoofdrol in het toneelstuk Find Your Way Home en zowel de Emmy Award voor beste bijrolspeler in drama als die voor beste bijrolspeler van het jaar voor het spelen van Jim O'Connor in de televisiefilm The Glass Menagerie (naar een toneelstuk van Tennessee Williams). Moriarty kreeg een derde Emmy toegekend in 1978 voor zijn hoofdrol als Erik Dorf in de miniserie Holocaust en een vierde in 2002 voor zijn bijrol als Winton Dean in de biografische televisiefilm James Dean. Met zijn spel in Holocaust won hij tevens een Golden Globe.
Moriarty maakte in 1971 zijn film- en acteerdebuut als Trubee Pell in het oorlogsdrama My Old Man's Place. Sindsdien had hij rollen in meer dan 35 andere films, meer dan 60 inclusief televisiefilms. Daarnaast speelde Moriarty wederkerende personages in verschillende televisieseries. Zijn omvangrijkste daarin was die als Assistant District Attorney (hulpofficier van justitie) Ben Stone in de politieserie Law & Order. Hiervoor werd hij in 1991, 1992, 1993 en 1994 ook genomineerd voor een Emmy Award, alleen die nominaties zag hij niet worden verzilverd.
Moriarty is getrouwd met Margaret Brychka, zijn vierde echtgenote. Eerder liepen huwelijken stuk met Francoise Martinet (1966-1978), Anne Hamilton Martin (1978-1997) en Suzana Cabrita (1998-1999). Moriarty is een kleinzoon van George Moriarty, die van 1903 tot en met 1916 honkbal speelde voor de Chicago Cubs, de New York Highlanders (de latere New York Yankees), de Detroit Tigers en de Chicago White Sox.

## Filmografie
*Exclusief 25+ televisiefilms
| - Hitler Meets Christ (2007) - Masters of Horror: Pick Me Up (2006) - Neverwas (2005) - Fugitives Run (2003) - Swimming Upstream (2002) - Along Came a Spider (2001) - Mindstorm (2001) - Out of Line (2001) - House of Luk (2001) - Bad Faith (2000) - Woman Wanted (2000) - Shiloh 2: Shiloh Season (1999) - The Art of Murder (1999) - Shiloh (1996) - Courage Under Fire (1996) - Managua (1996) - Broken Silence (1995) - Full Fathom Five (1990) - The Secret of the Ice Cave (1989) | - A Return to Salem's Lot (1987) - It's Alive III: Island of the Alive (1987) - The Hanoi Hilton (1987) - Dark Tower (1987) - Troll (1986) - The Stuff (1985) - Pale Rider (1985) - Odd Birds (1985) - Blood Link (1982) - Q (1982) - The Sound of Murder (1982) - Reborn (1981) - Who'll Stop the Rain (1978) - Report to the Commissioner (1975) - Shoot It Black, Shoot It Blue (1974) - The Last Detail (1973) - Bang the Drum Slowly (1973) - Hickey & Boggs (1972) - My Old Man's Place (1971) |

## Televisieseries
*Exclusief eenmalige rollen
- PSI Factor: Chronicles of the Paranormal - Michael Kelly (1997-1999, tien afleveringen)
- Emily of New Moon - Douglas Starr (1998, drie afleveringen)
- Law & Order - Executive A.D.A. Ben Stone (1990-1994, 88 afleveringen)
- Holocaust - Erik Dorf (1978, vier afleveringen)

- Bibsys: 90597123
- Biblioteca Nacional de España: XX1360958
- Bibliothèque nationale de France: cb13897715g (data)
- CiNii: DA03292809
- Gemeinsame Normdatei: 12922717X
- International Standard Name Identifier: 0000 0001 1740 3752
- Library of Congress Control Number: no90021751
- Nationale Bibliotheek van Tsjechië: xx0050896
- Nationale bibliotheek van Australië: 35592064
- Nationale Bibliotheek van Israël: 987007605097605171
- Nederlandse Thesaurus van Auteursnamen: 073476846
- SNAC: w6475547
- Système universitaire de documentation: 148412394
- Virtual International Authority File: 7574774
- WorldCat: E39PBJj4v38rTWxrTMY8FXK68C